# Juncal (Porto de Mós)
Juncal é uma vila portuguesa sede da Freguesia de Juncal do Município de Porto de Mós, freguesia com 6,04 km² de área e 3197 habitantes (censo de 2021), tendo, por isso, uma densidade populacional de 529,3 hab./km².
Freguesias vizinhas: Montes, Calvaria de Cima, Pedreiras, Aljubarrota, Cós.
A povoação de Juncal foi elevada à categoria de vila em 1990.

## Localidades
Além da vila, a Freguesia de Juncal engloba ainda as seguintes povoações: Casal-do-Alho, Picamilho, Andam, Andainho, Casais Garridos, Chão Pardo, Vale d’Água, Albergaria, Cumeira, Boieira.

## Demografia
Nota: Com lugares desanexados desta freguesia foi criada em 1924 a freguesia de Pedreiras.
A população registada nos censos foi:
| Distribuição da População por Grupos Etários | Distribuição da População por Grupos Etários | Distribuição da População por Grupos Etários | Distribuição da População por Grupos Etários | Distribuição da População por Grupos Etários |
| -------------------------------------------- | -------------------------------------------- | -------------------------------------------- | -------------------------------------------- | -------------------------------------------- |
| Ano                                          | 0-14 Anos                                    | 15-24 Anos                                   | 25-64 Anos                                   | > 65 Anos                                    |
| 2001                                         | 541                                          | 513                                          | 1707                                         | 480                                          |
| 2011                                         | 523                                          | 348                                          | 1808                                         | 637                                          |
| 2021                                         | 385                                          | 359                                          | 1648                                         | 805                                          |

## História
Antigamente, quando os terrenos eram mais húmidos, a planta junco terá crescido com abundância nos terrenos, e, daí, o nome “Juncal”. É também por causa da abundância desta planta que uma das mais importantes actividades artesanais foi o fabrico de cestas de junco e teares manuais bastantes simples. Cestos de cerâmica e moedas antigas descobertas na localidade do Andam evidenciaram a presença de civilizações romanas nesta zona. A povoação original localizava-se em S. Miguel do Peral (uma zona agora abandonada). Como este local era bastante desabrigado e com falta de água, os habitantes foram-se mudando para o local onde hoje se situa a vila. Deste modo, em 1560 é fundada a freguesia do Juncal, mantendo como padroeiro S. Miguel. A capela antiga localizada em S. Miguel do Peral foi caindo aos poucos, restando agora apenas a capela-mor do antigo templo, a qual ainda é utilizada uma vez por ano, para a Missa da Segunda feira durante as Festas de S. Miguel, durante o 3.º fim de semana de Agosto.
Juncal foi elevado à categoria de vila em 13 de julho de 1990.

## Brasão
O brasão da freguesia é composto por um escudo verde, duas bilhas douradas, umas “asas” prateadas e quatro hastes de junco dourado a “abraçar” este conjunto. Por cima, há uma coroa mural como 4 torres prateadas e em baixo uma faixa branca com a legenda «JUNCAL—PORTO DE MÓS». Deste modo, estão representadas a loiça do juncal (pelo facto da cerâmica ser uma das grandes actividades nesta vila), o junco que deu o nome à freguesia, e as asas de S. Miguel, o padroeiro da freguesia.

## Património
- A Real Fábrica: Em 1770 foi fundada no Juncal uma fábrica de cerâmica. O seu fundador foi José Rodrigues da Silva e Sousa, e a fábrica obteve o título de Real em Setembro de 1784, fabricando loiça e azulejos. Os azulejos aqui fabricados estão espalhados um pouco por todo o país, havendo inclusivamente um livro que se dedica a dar a conhecer os painéis de azulejos de maior relevância produzidos e onde se encontram.

Monumentos mais antigos (e importantes) na vila:
- Capela de S. Miguel do Peral
- Igreja Paroquial
- Salão Paroquial
- Capela particular (construída em 1940)
- Cruzeiro.

## Equipamentos
Serviços Públicos: 
- Centro Paroquial de Assistência do Juncal (creche)
- Jardim de Infância
- Escola do 1.º Ciclo
- Instituto Educativo do Juncal (1.°; 2.º e 3º ciclos e secundário) CERCI JUNCAL
- Centro de saúde
- Farmácia
- Bombeiros Voluntários do Juncal
- Estação CTT
- Fundação Faria Tomaz (Lar de idosos com centro de dia)
- Junta de Freguesia do Juncal
- Caixa Agrícola.

## Costumes e Tradições
Carnaval, Almas Santas, 1.º de Maio, Dia da Espiga, Santos Populares, Pão-por-Deus.
Localidades na zona com valor histórico: Leiria, Batalha, Porto de Mós, S. Jorge, Aljubarrota, Alcobaça, Pombal, Caldas da Rainha, Marinha Grande.
Localidades com praias: Nazaré, Vieira de Leiria, Praia de Paredes, S. Martinho do Porto, Praia do Pedrógão, S. Pedro de Muel, Foz do Arelho.